# Gymnura afuerae
Gymnura afuerae är en rockeart som först beskrevs av Hildebrand 1946.  Gymnura afuerae ingår i släktet Gymnura och familjen Gymnuridae. Inga underarter finns listade i Catalogue of Life.